# Magnolia neillii
Magnolia neillii är en magnoliaväxtart som först beskrevs av Gustavo Lozano-Contreras, och fick sitt nu gällande namn av Rafaël Herman Anna Govaerts. Magnolia neillii ingår i släktet Magnolia och familjen magnoliaväxter. Inga underarter finns listade i Catalogue of Life.